# Kijk tv
Kijk tv was een populairwetenschappelijk televisieprogramma van de TROS dat van 1987 tot en met 1989 in de vooravond werd uitgezonden en werd gepresenteerd door Wubbo Ockels.
Het programma was geïnspireerd op het nog steeds bestaande populairwetenschappelijk tijdschrift Kijk en behandelde uiteenlopende onderwerpen zoals auto's, computers, geologie, het heelal, ruimtevaart, sport, techniek, het weer, wetenschap en vliegtuigen.
In principe was het programma voor jongeren bestemd maar de vele besproken onderwerpen spraken ook volwassenen aan. Door middel van filmpjes en interviews maar ook onderzoeken en proeven werden de onderwerpen door Wubbo Ockels aan elkaar gepraat.